# G.728
Estándar ITU-T utilizado en VoIP que codifica una señal de audio de calidad tarificada con un ancho de banda de 3.4 kHz para transmitir a 16 Kbps. Es utilizado en sistemas de videoconferencia que funcionan a 56 Kbps o 64 Kbps. Con un requisito de ordenador más alto, el G.728 proporciona la calidad del G.711 a un cuarto del índice de datos necesario.